# Rhopalomastix
Rhopalomastix is een geslacht van mieren uit de onderfamilie van de Myrmicinae (Knoopmieren).

## Soorten
- R. escherichi Forel, 1911
- R. janeti Donisthorpe, 1936
- R. mazu Terayama, 2009
- R. omotoensis Terayama, 1996
- R. rothneyi Forel, 1900
- R. umbracapita Xu, 1999